# Municipio metropolitano de Doncaster
Doncaster es uno de los cuatro municipios metropolitanos que forman el condado metropolitano de Yorkshire del Sur (Inglaterra). Limita al norte con Yorkshire del Norte, al nordeste con Yorkshire del Este, al este con Lincolnshire, al sureste con Nottinghamshire, al suroeste con Rotherham, al oeste con Barnsley, y al nordeste con Yorkshire del Oeste. La ciudad principal del municipio es Doncaster. 
Fue creado por la Ley de Gobierno Local de 1972, que entró en vigor el 1 de abril de 1974, como una fusión del municipio condal de Doncaster, los distritos rurales de Doncaster, Thorne, East Retford y Worksop, y los distritos urbanos de Adwick le Street, Bentley with Arksey, Conisbrough, Mexborough y Tickhill.

## Demografía
Según el censo de 2001, Doncaster tenía 286 866 habitantes (48,84% hombres, 51.16% mujeres). Un 20,9% de ellos eran menores de 16 años, un 71,81% tenían entre 17 y 74, y un 7,28% eran mayores de 75. El 97,68% de la población era de raza blanca, el 1,07% asiáticos, el 0,61% mestizos, el 0,36% negros, y el 0,26% chinos o de otro grupo étnico. Reino Unido era el lugar de origen más común (97,13%), seguido por Alemania (0,46%) e Irlanda (0,41%). La religión más profesada era el cristianismo con un 79,55% de la población, seguida por el islamismo con un 0,74%, el sijismo con un 0,27%, el hinduismo con un 0,15%, el budismo con un 0,07%, y el judaísmo con un 0,03%, mientras que el 11,34% no seguía ninguna.
El 41,32% de los habitantes de estaban solteros, el 42,54% casados, el 1,8% separados, el 7,33% divorciados y el 7% viudos. La población económicamente activa se situó en 127 592 habitantes, de los que un 90,45% tenían empleo, un 6,79% estaban desempleados, y un 2,75% eran estudiantes a tiempo completo.
Doncaster tenía una superficie total de 567,98 km² y la densidad de población era de 505 hab/km². Había 4652 hogares sin ocupar y 118 699 con residentes. Un 27,6% de ellos estaban habitados por una sola persona, un 11,02% por padres solteros con o sin hijos dependientes, y un 59,9% por parejas, el 50,3% casadas y el 9,6% sin casar, de igual forma, con o sin hijos dependientes en ambos casos.